# Gentrit Muslija
Gentrit Muslija (* 19. Januar 2006) ist ein Schweizer Fussballtorhüter.

## Karriere

### Verein
Muslija stammt aus dem lokalen Stadtverein FC Fortuna St. Gallen. 2020 wechselte er mit zwölf Jahren in die Jugendabteilung des FC St. Gallen. 2022 wurde er erstmals in die zweite Mannschaft aufgeboten, seinen ersten Einsatz feierte er erst im August 2024 beim Heimspiel gegen den FC Collina d’Oro. Muslija konnte bei seinem 2:0-Debütsieg eine weisse Weste vorweisen. Ab 2024 wurde er auch selten für die erste Mannschaft ins Aufgebot genommen, kam aber zu keinem Einsatz.
Nach mehreren kleinen Blessuren verletzte sich beim FC Wil der bisherige Stammtorhüter Abdullah Laidani. Da auch die restlichen Torhüter des FC Wil verletzt waren, wurde bis Ende der Saison Muslija von der U-21 des FC St. Gallen ausgeliehen. Muslija hatte zuvor einen Vertrag bis 2028 beim FC St. Gallen unterschrieben. Zu Beginn der Saison 2025/26 wurde bekannt, dass Muslija Laidani als Stammtorhüter abgelöst hat. Gleichzeitig wurde die Verlängerung der Leihe um ein weiteres Jahr öffentlich.

### Nationalmannschaft
Muslija spielte für diverse Nachwuchsteams des SFV. Unter anderem U-17-Fussball-Weltmeisterschaft 2023, wo er bei allen fünf Spielen des Schweizer Teams auf dem Platz stand. Beim Auftaktspiel sogar als Captain.